# ヒューゴー賞
ヒューゴー賞（ヒューゴーしょう、The Hugo Awards）は、前年に発表されたSFやファンタジーの作品および関連人物に贈られる賞である。小説、映像、コミックなど複数の部門があり、各受賞者は毎年の世界SF大会（ワールドコン）中に開催されるヒューゴー賞授賞式において発表される。選考委員や審査員は存在せず、ワールドコン参加者（つまり一般のファン）の投票によって受賞が決まる。運営しているのは、ワールドコンの運営母体でもあり、SFファンが会員となる非営利団体、ワールドSFソサエティ（世界SF協会とも。World Science Ficton Society, WSFS）である。

## 概要
1953年の世界SF大会（ワールドコン）において創設された。現存する中で最も歴史の古いSF・ファンタジー文学賞である。アカデミー賞をヒントとして提案され、アメリカSF界最初期の功労者であるヒューゴー・ガーンズバックにちなんだ「ヒューゴー賞」というニックネームが与えられた。
SF・ファンタジー作品に与えられる賞としては、アメリカSFファンタジー作家協会 (SFWA) の会員投票で選ばれるネビュラ賞と知名度を二分する。ヒューゴー賞とネビュラ賞の同時受賞はダブル・クラウンと呼ばれることがある（同時受賞作の一覧についてはこちらを参照）。
賞の創設以来、受賞者には流線型のロケットを象ったトロフィーが授与されている。1984年にロケットのデザインが公式に変更されて以降は、台座部分のみが毎年新しくデザインされている。

### 対象ジャンル
WSFSの規約には「SFおよびファンタジー作品を対象とする」と明記されている。また、ヒューゴー賞公式サイトでは以下のように説明されている。

## ヒューゴー賞の部門
半世紀以上の歴史の中で、部門数・名称・内容は数々の変遷を重ねている。下記は2018年現在の部門である。
| 現在の部門名                                    | 開始年 | 対象、備考 |
| ----------------------------------------------- | ------ | --- |
| 長編小説部門 (Best Novel)                       | 1953年 | 40001語以上（ノヴェル） |
| 中長編小説部門 (Best Novella)                   | 1968年 | 17501語から40000語（ノヴェラ） |
| 中編小説部門 (Best Novelette)                   | 1955年 | 7501語から17500語（ノヴェレット） |
| 短編小説部門 (Best Short Story)                 | 1955年 | 7500語未満（ショート・ストーリー） |
| シリーズ部門 (Best Series)                      | 2017年 | 小説のシリーズ作品。 |
| 関連書籍部門 (Best Related Work)                | 1980年 | ノンフィクションなど、小説以外のテキストを中心とした創作物。                                                                                           |
| グラフィックストーリー部門 (Best Graphic Story) | 2009年 | グラフィックノベル、コミックなど。 |
| 映像部門 (Best Dramatic Presentation)           | 1958年 | 映像だけでなくスピーチ、ラジオドラマ、音楽、演劇なども対象。 2003年から長さ90分を境に長編部門（Long Form）と短編部門（Short Form）に分割。             |
| セミプロジン部門 (Best Semiprozine)             | 1984年 | 半商業誌 |
| ファンジン部門 (Best Fanzine)                   | 1955年 | 非商業誌（同人誌など） |
| 編集者部門 (Best Professional Editor)           | 1973年 | 文章で書かれた作品の編集者。2007年から長編編集者部門（Long Form、長編小説の編集者）と 短編編集者部門（Short Form、雑誌やアンソロジーの編集者）に分割。 |
| プロアーティスト部門 (Best Professional Artist) | 1953年 | |
| ファンアーティスト部門 (Best Fan Artist)        | 1967年 | |
| ファンライター部門 (Best Fan Writer)            | 1967年 | |
| ファンキャスト部門 (Best Fancast)               | 2012年 | オーディオ/ビデオ形式のファンジン（ポッドキャストなど）。                                                                                              |

- 各年のワールドコン実行委員会の判断により、授賞式上において特別賞が授与されることがある（この場合投票は経ない）。これは正式にはヒューゴー賞には含まれず、トロフィーも与えられない（かつては与えられたこともある）。
- 各年のワールドコン実行委員会の権限において、その年限りの条件で特別部門が設定されることがある（これは正式なヒューゴー賞として扱われる）。

### 関連する賞

#### アスタウンディング新人賞
新進作家を対象とする賞。ヒューゴー賞からは独立した賞という扱いだが、ヒューゴー賞とまったく同じプロセスで選出され、ヒューゴー賞セレモニーで授賞される。

#### ロードスター賞
2018年に、ヤングアダルト読者向けのSF・ファンタジー作品の書籍を対象として創設された。ヒューゴー賞からは独立した賞という扱いだが、ヒューゴー賞とまったく同じプロセスで選出され、ヒューゴー賞セレモニーで授賞される。
賞名は2019年より The Lodestar Award for Best Young Adult Book となる（初年度はWSFS Award for Best Young Adult Bookとして実施された）。「ロードスター」は「導きの星」という意味。

#### レトロ・ヒューゴー賞
レトロ・ヒューゴー賞（遡及的ヒューゴー賞、Retrospective Hugo AwardsまたはRetro Hugos）は、ヒューゴー賞が授与されなかった草創期のワールドコンの各年度の有資格作品を対象として、通常のヒューゴー賞と同じ手順を経て選ばれる。1990年代中盤に規則が制定された。
当初は該当年（1939年 - 1941年、1946年 - 1952年、1954年）の50・75・100年後に開催されるワールドコンにおいて実施可能とされた。2017年以降は「1939年以降でヒューゴー賞が授与されなかった年」の25の倍数年後に実施可能となった。
実施するかどうかは有資格年のワールドコン実行委員会の判断による。これまでに実施されたのは1996年（1946年）、2001年（1951年）、2004年（1954年）、2014年（1939年）、2016年（1941年）、2018年（1943年）、2019年（1944年）、2020年（1945年）である。

### 候補・受賞資格
毎年のワールドコンで行なわれるWSFSビジネス・ミーティングにおいて、規約は随時変更されている。下記は2023年現在の規定である。
- 前暦年に世界のどこかで発表された作品。言語・刊行地は問わない[6][7][8]。

- 英語以外の言語で発表されたものは、英訳版が発表された年も対象となる。アメリカ国外で発表された作品はアメリカで初めて刊行された年も対象となる[9]。
- 作品や連続刊行物を対象とする部門では、発表形態（紙媒体、電子書籍、自費出版、ウェブサイトに発表された作品、ブログなど）は問わない。ただしセミプロジン部門・ファンジン部門・ファンキャスト部門のように媒体を資格定義に含む部門は、それぞれの定義に従って区分けされる。
- 個人（アーティスト、編集者など）を対象とする部門は、作品個々ではなく個人を対象とする。ただし該当年にまったく活動していない人物は資格を持たない。

「プロ」の定義
- ヒューゴー賞の関連部門（プロアーティスト・ファンアーティスト部門など）においては、下記のどちらかを満たす場合に、professional（プロ）と定義される。

1. 誰か一人の年収の1/4以上を賄っていること
2. 対象となる媒体等を所有する団体が、そのスタッフもしくはオーナーのうち誰か一人の年収の1/4以上を支払っていること

連続刊行物の定義と資格
セミプロジン部門、ファンジン部門、ファンキャスト部門は連続刊行物を対象とする。個別の号ではなく、対象年の刊行物すべてが対象となる。
- セミプロジン部門のノミネート資格は、これまでに最低4号以上かつ対象年に1号以上を発表した上で、下記の条件をすべて満たす場合である。
  - 前述の「プロ」の定義に当てはまらないこと
  - 寄稿者やスタッフに対し、掲載号の提供以外の何らかの利益（金銭など）が適用されていること
  - 刊行/発表/公開物の入手方法が基本的に有料のみであること
- ファンジン部門のノミネート資格は、これまでに最低4号以上かつ対象年に1号以上を発表した上で、対象が上述の「プロ」「セミプロジン」および下記の「ファンキャスト」に該当しない場合である。
- ファンキャスト部門のノミネート資格は、これまでに少なくとも4エピソードを配信しかつ対象年に1エピソードを発表したオーディオ・ビデオ配信物で、かつ「プロ」に該当しない場合である。

### 過去に存在したヒューゴー賞の常設部門
| 部門名                                  | 期間                     | 対象、備考                 |
| --------------------------------------- | ------------------------ | -------------------------- |
| 商業誌部門 (Best Professional Magazine) | 1953年 – 1972年          | 1973年より編集者部門に改編 |
| Best Original Art Work                  | 1990年、 1992年 – 1996年 | アートワーク               |

### 過去に個別のワールドコンで贈られたことのあるヒューゴー賞の部門
| 部門名                                               | 期間           | 備考                                                      |
| ---------------------------------------------------- | -------------- | --------------------------------------------------------- |
| カバーアーティスト部門 （Best Cover Artist)          | 1953年         |                                                           |
| 挿絵イラストレーター部門 (Best Interior Illustrator) | 1953年         |                                                           |
| Excellence in Fact Articles                          | 1953年         | ノンフィクション作品・記事の執筆者                        |
| Best New SF Author or Artist                         | 1953年         | 新人作家またはアーティスト                                |
| #1 Fan Personality                                   | 1953年         | ファン                                                    |
| Best Feature Writer                                  | 1956年         | 雑誌への執筆者                                            |
| Best Book Reviewer                                   | 1956年         | 書評の執筆者                                              |
| Most Promising New Author                            | 1956年         | 新人作家                                                  |
| Outstanding Actifan                                  | 1958年         | ファン                                                    |
| Best New Author                                      | 1959年         | 新人作家                                                  |
| Best SF Book Publisher                               | 1964年、1965年 | 出版社                                                    |
| Best All-Time Series                                 | 1966年         | アイザック・アシモフ「ファウンデーション」3部作が受賞した |
| Other Forms                                          | 1988年         | 小説4部門に当てはまらない、印刷されたフィクション作品     |
| Best Web Site                                        | 2002年、2005年 | ウェブサイト                                              |
| Best Art Book                                        | 2019年         | アートブック                                              |
| Best Video Game                                      | 2021年         | ビデオゲーム                                              |

## 選出方法
ヒューゴー賞は、ワールドコンに登録したファンの投票によって決定される。ワールドコンの登録カテゴリは複数あるので、大会会場への入場権がない比較的安価なカテゴリでも投票権を得られる。
投票は2回に分けて行われる。まず、1月から3月に最終候補を決めるための「予備投票」が行なわれる。有権者は前年と当年のワールドコン登録者である。
こうして4月に発表される最終候補を対象として、受賞を決める「本投票」が当年のワールドコン登録者によって行われる。本投票では優先順位付投票制を採用している。
なお、予備投票および本投票の票数と集計結果は、受賞作発表後に公開される。2017年時点での本投票での投票数ベスト3は2015年の5950票、2014年の3587票、2017年の3319票である。
候補からは辞退することができる。辞退や発表後に欠格が判明した場合は、次点が繰り上がる。

### 予備投票制度
2016年まで、投票者は各部門ごとに最大5作に投票し、得票数を単純集計した上位5作を最終候補としていた。だが予備投票では投票先が分散しやすいため、2015年・2016年に少数の組織票が最終候補枠を独占するという問題が起こった。これを解決するため、2017年から新たな予備投票制度が採用された。概要は以下の通りである。
1. 予備投票では最下位の作品から脱落させていくが、脱落した作品の得票を、同じ投票者の他の投票先に振り分ける。
2. 予備投票の最大投票先は一人5作のまま変わらないが、最終候補は6作とする。
3. 従来存在した5%足切り条項の廃止（確実に最終候補が6作以上になるようにする）。
4. 同じ人物・集団・映像シリーズの作品については、ひとつの部門で最大2作しか最終候補としない。

この方式の提案者たちは主なメリットとして、これまでと投票の手間が変わらず、多様性と公平性を担保したうえで、組織票による候補独占という事態を防げることなどを挙げている。なお、1については専門的にはSDV-LPE（single divisible vote with least popular elimination）方式と呼ばれる。
この方式では組織票かどうかを恣意的に判定する危険がなく、また試算によれば組織票が問題化する以前の予備投票結果ともほぼ一致する。一方で、組織票リストの作品はたいていリスト中の一つしか残らなくなり、最終候補枠を独占するようなケースはほぼなくなる。また、充分に得票した作品を組織票だからという理由だけで排除することもない。加えて、最終候補にならなかった作品に投じた票が死票になりにくい、という利点もある。

### 「受賞なし」
本投票において最終候補のいずれも受賞に値しないと考える場合、投票者はただ棄権するのではなく、積極的に「受賞なし」に投票することもできる。「受賞なし」という結果になる場合は、2通りある。
1. まず、「受賞なし」を他の候補と同等の選択肢とみなして開票する。ここで「受賞なし」が1位になった場合は、そのまま「受賞なし」で確定する。
2. 「受賞なし」以外の候補が1位になった場合で、全投票を再集計して「その候補よりも“受賞なし”を下位にした投票数」が「その候補よりも“受賞なし”を上位にした投票数」を下回る場合は、「受賞なし」となる。

「受賞なし」はいくつかの実例がある。1977年の映像部門の後、40年近く「受賞なし」という結果が出たことはなかったが、組織票問題に揺れた2015年は、全16部門中5部門が「受賞なし」という結果になった。

## 歴史

### 1950年代
第1回のヒューゴー賞は1953年、フィラデルフィアで開催された第11回ワールドコンにおいて授与された。この時は全7部門であった。当時のワールドコン実行スタッフはこの賞が継続されることを望んでいたが、元々はこの年一回限りのイベントとして構想されたものである。当時のワールドコンは、それぞれの実行委員会が回ごとに独立して運営するイベントであり、継続的に監督されてはいなかった。そのため、翌年以降のワールドコンにはヒューゴー賞を実施する義務はなく、そのための方法を定める規則も作られなかった。
1954年のワールドコンではヒューゴー賞は実施されなかったが、1955年に復活し、以来毎年の恒例行事となった。当初の正式名称は「年次SF功労賞（the Annual Science Fiction Achievement Award）」で、「ヒューゴー賞」は非公式ニックネームだったが、後者のほうがよく知られていた。1958年に「ヒューゴー賞」は別名称として公認され、1992年からは正式名称となった。
1959年、賞を運営する公式なガイドラインはいまだに存在しなかったが、のちに引き継がれるいくつかの規則が制定された。候補作を決定するための予備投票を本投票とは別に行なうこと、前暦年に出版された作品を対象とすること（それ以前は「前年」だった）、選択肢に「受賞なし」を加えること（この年には2部門で「受賞なし」となった）、などである。

### 1960年代
1961年、各回のワールドコン実行委員会を監督するワールドSFソサエティー（WSFS）が結成されると、賞の公式規則をWSFSで定め、各回のワールドコン実行委員会の責任において賞を授与することが義務づけられた。この規則では、受賞作を決定する投票権者は各ワールドコンの参加者のみに限定されていたものの、候補作選出には自由に参加できることとなっていた（1963年のワールドコンで、候補作選出投票はその回と前回のワールドコン参加者のみに限定された）。
また、この公式規則では常設の受賞部門も定められ、これを変更できるのはWSFSのみとされた。1961年の部門は長編部門、短編部門、映像部門、商業誌部門、プロアーティスト部門、ファンジン部門だった。
1964年、各回のワールドコンが個別に、追加の特別部門（最大2部門）を制定できるように公式規則が改定された。これらの追加部門は正式なヒューゴー賞に含まれるが、翌年以降も継続する義務はないとされた。のちに追加部門は1部門までと改定された。特別部門の例は数多いが、年に1部門より多かったことは数回しかない。
1967年に中編（ノヴェレット）部門、ファンライター部門、ファンアーティスト部門が追加され、1968年に中長編（ノヴェラ）部門が追加された。これによって小説部門の長さによる区別が明記された（中編部門は1955年から断続的に行われていたが、長さの判断は投票者に委ねられていた）。ファン関連の2部門は（ヒューゴー賞ファンジン部門も廃止・統合したうえで）ヒューゴー賞とは別の賞とする構想もあったが、ヒューゴー賞の常設部門となった。

### 1970年代
慣例的に各部門の最終候補はそれぞれ5作とされていたが、1971年に公式規則が定められ、同数得票作の除外基準が明記された。1973年、WSFSは商業誌部門を廃止し、代わりに編集者部門（Best Professional Editor）を設置した。これは「書き下ろしアンソロジーの重要性が増しつつある」ことを反映した判断だった。
1974年の規則改定では、常設部門という概念が廃止され、各回において最大10部門を設置すること、ただしそれらは前年のカテゴリーと似たものにすること、とされた。しかしこれによって追加・廃止された部門はなく、1977年には常設部門を明記するように規則が再改定された。

### 1980年～1990年代
1980年に関連書籍部門が、1984年にはセミプロジン部門が追加された。1990年には特別部門としてオリジナルアートワーク部門が実施された。同部門は1991年にも行われ（ただし受賞作はなかった）、1992～1996年は常設部門となった。
1990年代中盤にはレトロ・ヒューゴー賞が制定された。

### 2000年～2010年代
2003年、映像部門（Dramatic Presentation）が長編（Long Form）と短編（Short Form）に分割された。2007年には編集者部門が2つに分割された。2009年にグラフィックストーリー部門が、2012年にはファンキャスト部門が、2017年にはシリーズ部門が追加された。2018年にはヤングアダルト作品を対象とする新たな賞（ロードスター賞）が始まった。
2015年、長編部門の劉慈欣『三体』（原語：中国語）と中編部門のトマス・オルディ・フーヴェルト "The Day The World Turned Upside Down"（邦訳「天地がひっくり返った日」、原語：オランダ語）が、英語以外の言語から英訳された小説としては初めての受賞を果たした。
2013年から2016年は一部のグループが組織的投票を公然と呼びかけ、議論となった。2015年の予備投票では、サッド・パピーズ（Sad Puppies）とラビッド・パピーズ（Rabid Puppies）という2つのグループ（白人男性の保守派を中心とし、受賞者に女性とマイノリティが続いたことに抗議し、大出版社による陰謀論を唱える）がそれぞれ、ウェブ上で公開した「推薦リスト」（一部重複している）に沿った組織的投票を呼びかけた。その結果、全候補85件中61件が両リストの作品で占められ、また、望まずしてリストに掲載された複数の最終候補者がノミネートを辞退するという事態になった。本投票では「受賞なし」への投票数がほぼ全部門でリストに掲載された候補を上回り、リスト掲載作品/人物が最終候補を独占した5部門はすべて「受賞なし」となった。2016年も同様の事態が繰り返された。
こうした問題を受けて、SFファンは予備投票システムの改革について議論した。そして、暗号学者ブルース・シュナイアーらが中心となった、組織票の効力を減ずる改革案が2017年から採用された。
2017年の予備投票では、サッド・パピーズは組織票を予告しながら結局は活動しなかった。Rabid Puppiesは（前年までのような各部門の投票先5点をすべて指定するリストではなく）各部門につき1〜2点の「推薦リスト」を提示したが、最終候補は11部門に1点ずつにとどまり（なおこの年から最終候補は1枠増加している）、長編部門などでは1点も最終候補に入らなかった。大手WebファンジンFile 770のマイク・グライアーの分析によれば、2017年にこの「推薦リスト」に従った予備投票は80〜90票程度とみられる。なお、2017年の予備投票総数は2464票、本投票総数は3319票であった。
2015年と2016年には組織票問題を受けて、作家ジョージ・R・R・マーティンがアルフィー賞（The Alfie Awards）という賞を個人的に設け、ヒューゴー賞授賞式当日の晩のアフターパーティ（Hugo Losers Party）席上で、組織票がなければ最終候補に残っていたはずの人（ジョー・ウォルトンなど）や、組織票リストに載せられたことを理由に最終候補を辞退した人（マルコ・クロウスなど）に、独自のトロフィーを贈った。「アルフィー」の名は第1回ヒューゴー賞長編部門の受賞者アルフレッド・ベスターから取られている。なお、マーティンは1976年に最初のHugo Losers Partyを開いた人物でもある。この賞は2018年、2024年にも贈られた。

### 2020年代以降
2024年1月、中国・成都でワールドコンが開催された2023年のヒューゴー賞において、予備投票結果からすれば本来最終候補になるべき複数の作品を正当な理由なく除外するなど、ヒューゴー賞管理小委員会主導で中国政府に「配慮」する形での不正行為があった、とする内部告発がなされた。2024年9月、正当な理由なく候補から除外された人々に対してWSFSからの公式謝罪がなされた。
2025年には特別部門として詩部門が実施された。